# Cadena perpetua (película de 1978)
Cadena perpetua es una película dramática y de cine negro mexicana de 1978 dirigida por Arturo Ripstein, escrita por Ripstein y Vicente Leñero basada en la novela Lo de antes de Luis Spota. Está protagonizada por Pedro Armendáriz Jr., Narciso Busquets, Ernesto Gómez Cruz, Angélica Chaín, Ana Martin, Ana Ofelia Murguía, y Roberto Cobo, y se enfoca en la vida de un cobrador de banco con pasado criminal que, aunque busca reinsertarse en la sociedad, es obligado a cometer un crimen por un policía.
La película ganó 4 premios Ariel en 1979, incluyendo Mejor Película y Mejor Dirección,y se encuentra en el puesto 17 en la lista de las 100 Mejores Películas Mexicanas de la revista Somos,realizada en 1994, y en el puesto 64 en la lista de 100 Mejores Películas Mexicanas del sitio web Sector Cine.

## Argumento
Javier Lira, un empleado bancario con antecedentes criminales, se reencuentra con el policía que le extorsionaba, quien lo obliga a delinquir de nuevo para satisfacerlo.

## Reparto
- Pedro Armendáriz Jr. como Javier Lira, "El Tarzán"
- Narciso Busquets como Comandante Prieto
- Ernesto Gómez Cruz como Cabo Pantoja
- Angélica Chaín como Rosa Martínez
- Ana Ofelia Murguía como la señora Romero
- Roberto Cobo como Gallito
- Ana Martin como la criada
- Jorge Patiño como Muclan
- Pilar Pellicer como la Mujer de Pantoja

## Crítica y recepción
Producida durante el sexenio de José López Portillo, la película sobrevivió al mal manejo de Margarita López Portillo de las corporaciones estatales de producción cinematográfica, Su estreno tuvo fuertes repercusiones en el gobierno, ya que coincidió su estreno con la publicación de los excesos de las jefaturas policiales en la Ciudad de México. La crítica de cine Fernanda Solórzano describe a la película como una coalición perfecta entre el cine negro, el existencialismo, desesperanza y claustrofobia, en el que el protagonista es una víctima de un sistema corrupto que no le permite rehabilitarse y que no le deja cortar con su pasado.

## Premios y reconocimientos
| Año  | Premio        | Categoría                   | Nominación                       | Resultado |
| ---- | ------------- | --------------------------- | -------------------------------- | --------- |
| 1979 | Premios Ariel | Mejor Película              | Cadena perpetua                  | Ganador   |
| 1979 | Premios Ariel | Mejor Dirección             | Arturo Ripstein                  | Ganador   |
| 1979 | Premios Ariel | Mejor coactuación femenina  | Ana Ofelia Murgía                | Ganadora  |
| 1979 | Premios Ariel | Mejor coactuación masculina | Ernesto Gómez Cruz               | Ganador   |
| 1979 | Premios Ariel | Mejor coactuación masculina | Narciso Busquets                 | Nominado  |
| 1979 | Premios Ariel | Mejor guion cinematográfico | Arturo Ripstein y Vicente Leñero | Nominados |